# De Havilland Mosquito
A Mosquito (szúnyog) a Brit Királyi Légierő megrendelésére a Geoffrey de Havilland által kifejlesztett többcélú katonai repülőgép, melyet a második világháború idején használtak. A típust eredetileg vadászbombázóként használták, majd később megépítették vadász-, éjszakai vadász- és felderítő változatát is. A Mosquito volt a második világháború egyik legsokoldalúbb repülőgépe. Mivel nagyrészt fából készült a beceneve The Wooden Wonder, (Facsoda) vagy "Mossie". volt.

## Tervezése

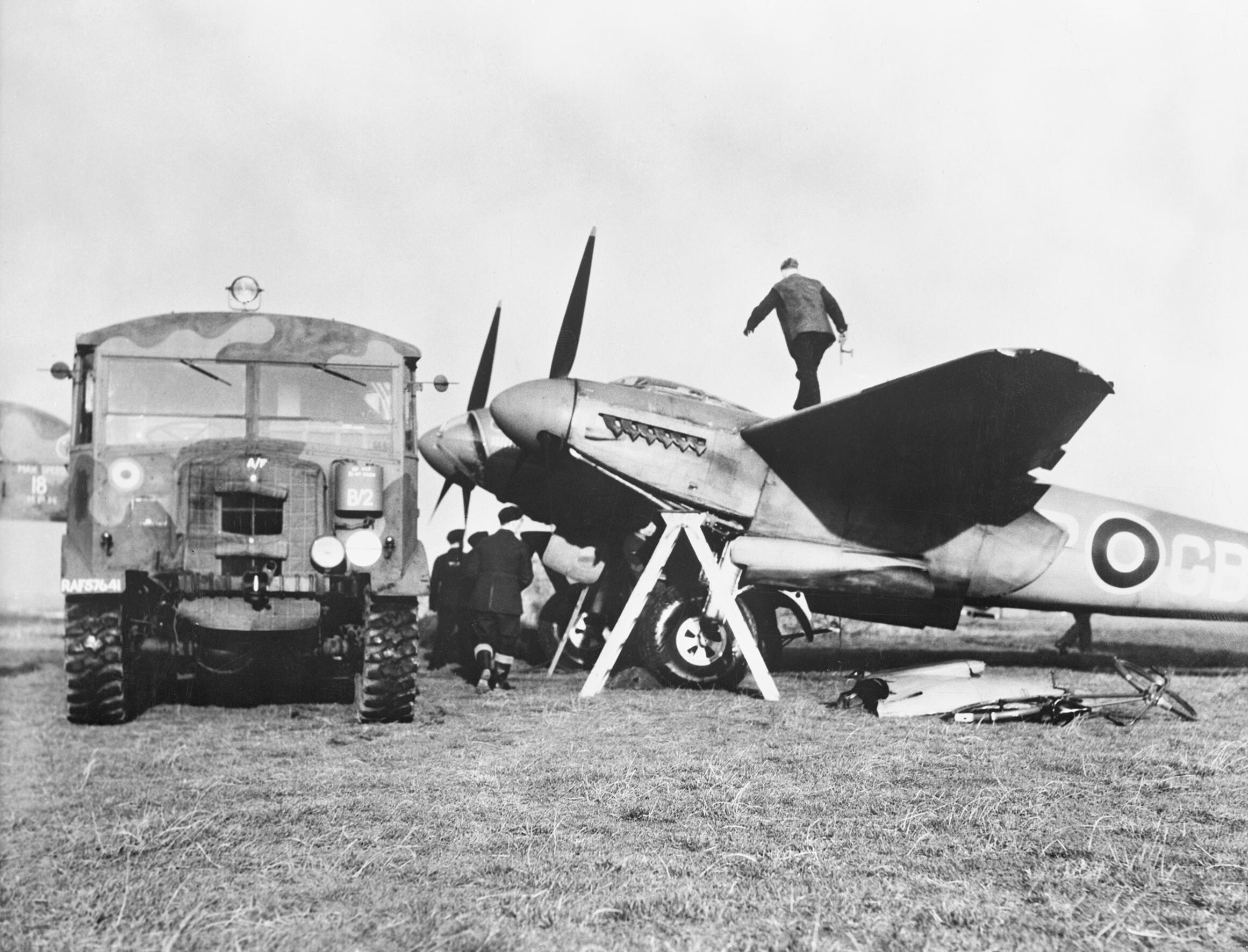
A 105. század B.IV változatú, DK336 oldalszámot viselő Mosquitóját előkészítik a hollandiai Eindhovenben található Philips rádiócsőgyár elleni nappali rajtaütésre a norfolki Marham repterén. A Kagyló hadműveletet 1942. december 6-án hajtották végre

1936-ban a brit hadügyminisztérium megbízta a De Havilland repülőgépgyárat egy olyan kétmotoros könnyűbombázó előállításával, amely képes legalább 900 font (450 kg) bomba hordozására és hatósugara legalább 1000 mérföld (1600 km).
A mérnökök az 1937-es év folyamán hozzáláttak a gép megtervezéséhez. A Mosquitót szinte teljesen fából építették, így a könnyű szerkezet nagy sebességet és hatótávolságot biztosított, szintén ennek köszönhetően megnőtt a gép manőverező és emelkedőképessége is, valamint képes lett legfeljebb 1814 kg-nyi bombateher szállítására. A gépbe szerelt 4 db 20 mm-es gépágyú és szintén 4 db 7,69 mm-es géppuska jelentős tűzerőt biztosított.

## Alkalmazási története

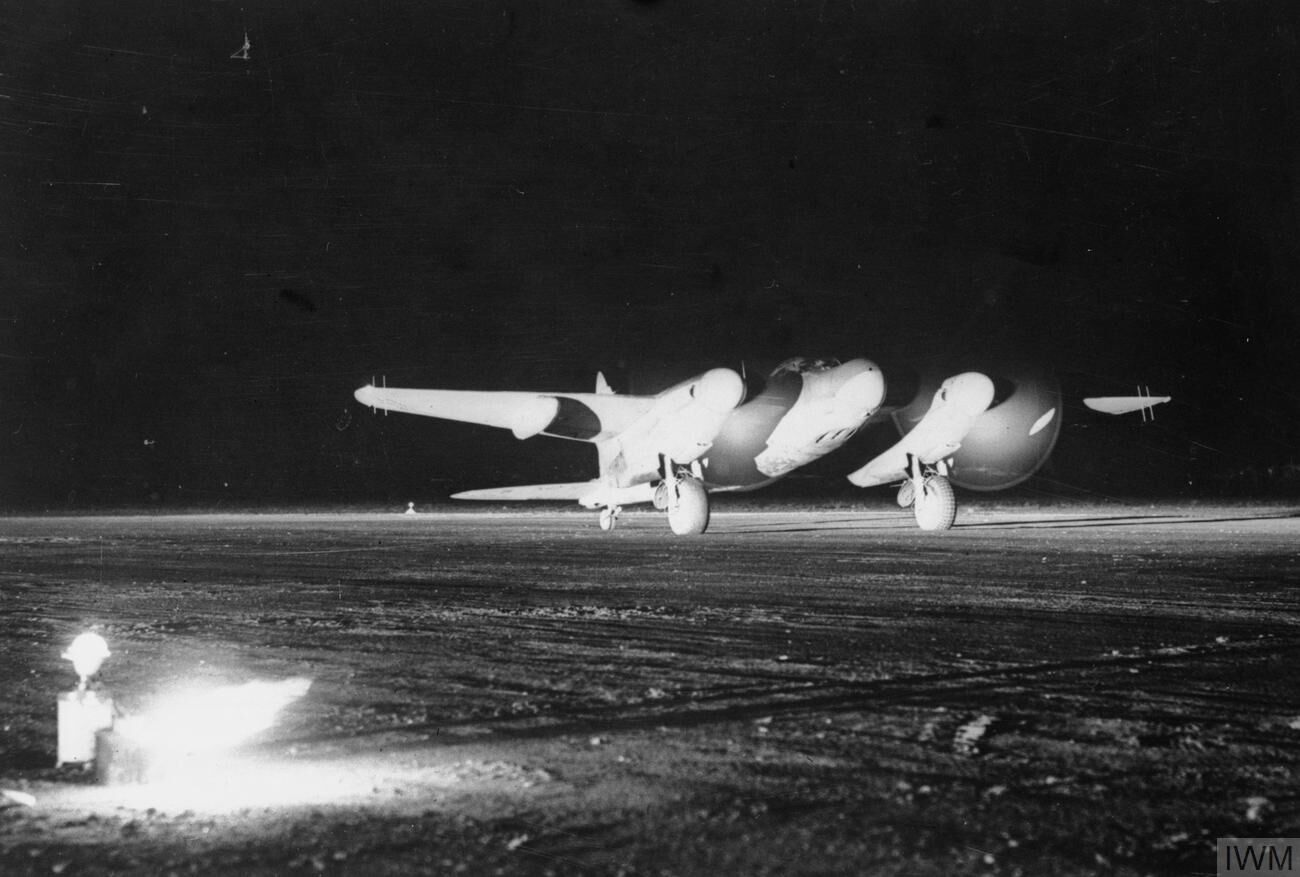
A 256. század egyik NF.XIII változatú éjszakai vadászgépe, miközben egy Chance-fény csóvája épp megvilágítja, Foggia repülőterének kifutópályályán gurul felszálláshoz. Küldetése: ellenséges terület feletti behatoló repülés

A prototípus először 1940. november 25-én szállt fel, majd miután sikeresen tesztelték, elkezdődött a gép sorozatgyártása. 1941-ben állították hadrendbe  és – miután bevált – 1942-től fokozatosan felváltotta a Bristol Blenheim könnyűbombázót. 
A Mosquito kezdetben csak a Nagy Britannia légterében vívott harcokban vett részt, majd legelőször 1942. szeptember 25-én hagyta el a brit légteret négy Mosquito és bombatámadást hajtott végre a német megszállás alatt levő Oslo ellen. A támadás sikerrel járt, a német légvédelem csak az egyiket tudta lelőni.
A Mosquitókat később bevetették a Csendes-óceán térségében vívott harcokban, az észak-afrikai hadjárat idején és számos terrortámadást hajtottak végre németországi célpontok ellen (pl. Hamburg bombázása során). 
A második világháború után még egy rövid ideig szolgálatban maradt, de 1950-re fokozatosan kivonták a hadrendből.

## Típusváltozatok

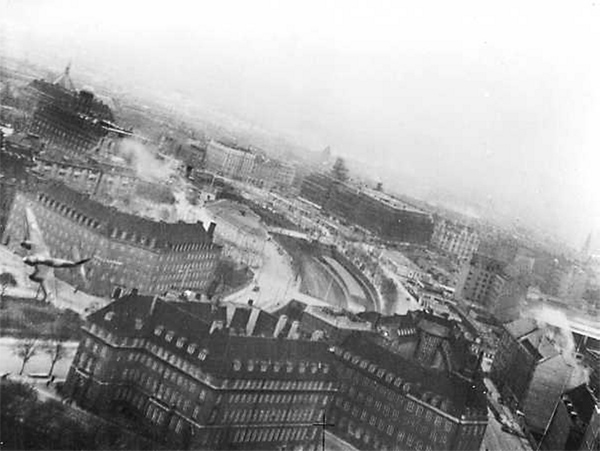
A koppenhágai Gestapo-főhadiszállás bombázása, 1945 márciusa. A gép a kép bal oldalán látható, a háztetők magasságában repül nagy sebességgel, bedöntve a gépet fordulózáshoz

- Mosquito FB MK VI. – A legelső változat, vadászbombázó. A legtöbb példány ebből a típusból épült, összesen 2298 darab.
- Mosquito FB MK XVIII – Vadászbombázó változat, mindössze 18 darab épült a típusból.
- Mosquito T MK III. – Gyakorló és kiképző változat, 348 darab épült belőle,
- Mosquito F MK II. – Vadászrepülőgép, prototípusa 1941. május 15-én szállt fel először. Fegyverzetét 4 db 20 mm-es Hispano gépágyú és 4 db 7,7 mm-es M 1919 Browning géppuska képezte.
- Mosquito NF MK II. – Éjszakai vadászrepülőgép
- Mosquito B MK IV – Bombázó, összesen 273 darab épült belőle.
- Mosquito PR MK I – Felderítő repülőgép

## Üzemeltetők
| - Egyesült Királyság - Ausztrália - Belgium | - Csehszlovákia - Izrael - Jugoszlávia | - Kanada - Lengyelország - Norvégia | - Svédország - Szovjetunió - Kínai Köztársaság | - Törökország - Új-Zéland - Egyesült Államok |

## Fordítás
Ez a szócikk részben vagy egészben  a   de Havilland Mosquito című angol Wikipédia-szócikk ezen változatának fordításán alapul.  Az eredeti cikk szerkesztőit annak laptörténete sorolja fel. Ez a jelzés csupán a megfogalmazás eredetét és a szerzői jogokat jelzi, nem szolgál a cikkben szereplő információk forrásmegjelöléseként.